# 대한민국의 금융위원회 부위원장
금융위원회 부위원장(金融委員會 副委員長)은 위원장을 보좌하는 직위로, 차관급 정무직공무원으로 보한다.

## 임명
- 금융위원회 부위원장은 대통령이 임명한다.

## 역할
- 금융위원회 부위원장은 위원장을 보좌하여 소관사무를 처리하고 소속공무원을 지휘·감독하며, 위원장이 사고로 직무를 수행할 수 없으면 그 직무를 대행한다.

## 역대 부위원장

### 금융감독위원회 부위원장
| 정부        | 대수 | 이름           | 임기                             | 비고                                          |
| ----------- | ---- | -------------- | -------------------------------- | --------------------------------------------- |
| 김대중 정부 | 초대 | 윤원배(尹源培) | 1998년 3월 8일~1999년 5월 25일   |                                               |
| 김대중 정부 | 2대  | 이용근(李容根) | 1999년 5월 25일~2000년 1월 18일  |                                               |
| 김대중 정부 | 3대  | 이정재(李晶載) | 2000년 1월~2000년 8월 11일       |                                               |
| 김대중 정부 | 4대  | 정건용(鄭健溶) | 2000년 8월 11일~2001년 4월 2일   | 4대 부위원장부터 증권선물위원회 위원장을 겸임 |
| 김대중 정부 | 5대  | 유지창(柳志昌) | 2001년 4월 2일~2003년 3월 17일   |                                               |
| 노무현 정부 | 6대  | 이동걸(李東傑) | 2003년 3월 17일~2004년 9월 1일   |                                               |
| 노무현 정부 | 7대  | 양천식(梁天植) | 2004년 9월 1일~2006년 9월 8일    |                                               |
| 노무현 정부 | 8대  | 김석동(金錫東) | 2006년 10월 2일~2007년 2월 9일   |                                               |
| 노무현 정부 | 9대  | 윤용로(尹庸老) | 2007년 2월 9일~2007년 12월 21일  |                                               |
| 노무현 정부 | 10대 | 이승우(李昇雨) | 2007년 12월 21일~2008년 2월 29일 |                                               |

### 금융위원회 부위원장
| 정부        | 대수 | 이름           | 임기                             | 비고 |
| ----------- | ---- | -------------- | -------------------------------- | ---- |
| 이명박 정부 | 초대 | 이창용(李昌鏞) | 2008년 3월 15일~2009년 11월 9일  |      |
| 이명박 정부 | 2대  | 권혁세(權赫世) | 2009년 11월 14일~2011년 3월 28일 |      |
| 이명박 정부 | 3대  | 신제윤(申齊潤) | 2011년 3월 28일~2011년 9월 7일   |      |
| 이명박 정부 | 4대  | 추경호(秋慶鎬) | 2011년 9월 7일~2013년 3월 25일   |      |
| 박근혜 정부 | 5대  | 정찬우(鄭燦宇) | 2013년 3월 25일~2016년 1월 17일  |      |
| 박근혜 정부 | 6대  | 정은보(鄭恩甫) | 2016년 1월 18일~2017년 7월 20일  |      |
| 문재인 정부 | 7대  | 김용범(金容範) | 2017년 7월 21일~2019년 5월 23일  |      |
| 문재인 정부 | 8대  | 손병두(孫炳斗) | 2019년 5월 23일~2020년 11월 1일  |      |
| 문재인 정부 | 9대  | 도규상(都圭常) | 2020년 11월 2일~2022년 5월 17일  |      |
| 윤석열 정부 | 10대 | 김소영(金素英) | 2022년 5월 17일~2025년 5월 16일  |      |
| 이재명 정부 | 11대 | 권대영(權大暎) | 2025년 7월 20일~                 |      |

## 같이 보기
- 금융위원회
- 금융위원회 위원장
- 금융위원회 상임위원